# Federico II de Celje

Escudo de Armas de los condes de Celje

Federico de Celje (en húngaro: Cillei Frigyes, 1379-19 de julio de 1454) fue un aristócrata húngaro de origen esloveno, duque del Sacro Imperio Romano Germánico.

## Biografía
Fue hijo del conde Armando II de Celje y Ana de Schaunberg. Armando era un noble de origen esloveno que apoyó al rey Segismundo de Hungría, que posteriormente fue también rey de Bohemia y emperador germánico. Su lealtad rindió frutos, pues la hija de Armando, Bárbara de Celje, fue la esposa de Segismundo, convirtiendo a Federico en cuñado de la figura más poderosa de toda la Europa Central en su tiempo. La familia Celje pronto obtuvo incontables propiedades en el reino húngaro y sus miembros ocuparon varios cargos administrativos importantes. 
Federico fue junto con su padre en 1408 en uno de los miembros de la Orden del Dragón fundada por el rey húngaro Segismundo. Posteriormente, en 1411 también fue uno de los comandantes de las tropas húngaras junto a Filippo de Ozora en la guerra contra Venecia. En 1414 viajó junto a Segismundo y participó en el Concilio de Constanza, siempre manteniéndose en el círculo interno del ahora electo rey germánico.
En 1422 se produjo un gran escándalo, pues Federico asesinó a su primera esposa Isabel de Frangepán para poder desposar a su amante Veronica Dešnić. La poderosa familia de origen croata de los Frangepán levantó cargos contra Federico frente a Segismundo, quien lo condenó y entregó bajo custodia a su padre Armando, quien lo hizo encerrar en el castillo de Obercilli en la región de Eslovenia. A Veronica la envió al castillo de Osterwitz y la hizo estrangular. Armando lo desheredó, sin embargo, cuando en 1426 murió el hermano menor de Federico (también llamado Armando). Nuevamente se convirtió en el heredero del legado de los condes de Celej. Pronto recibió el perdón, e incluso a finales de ese año se discutió su posible nombramiento como voivoda de Transivania. Tras la muerte de Segismundo en 1437 continuó administrando sus propiedades, pero sin ocupar ningún cargo administrativo. En 1440, y luego entre 1447 y 1454, portó el título de gobernador de la región de Eslavonia hasta su muerte.
De su primer matrimonio nacieron varios hijos, de los cuales solamente Ulrico II de Celje (1406-1456) alcanzó la edad adulta y sucedió a su padre.